# الأطفال (فلم)
الأطفال هو فيلم أمريكي مستقل صدر في عام 1995 أو ابطال كلهم كان أول الظهور لهم في الفيلم .

## قصة الفيلم
يتمحور الفيلم حول يوم في حياة مجموعة من المراهقين في مدينة نيويورك وسلوكهم للحصول على المتعة من جانب الجنس وتعاطي المخدرات والكحول المفرط خلال ذروة وباء الإيدز في منتصف التسعينيات.
تيلى وفتاة تبلغ من العمر 12 عامًا يمارسون الجنس. مع عدم وجود بالغين في المكان، يقنع تيللي، وهو أكبر سناً بقليل منها، الفتاة التي كانت عذراء، بممارسة الجنس معه. بعد ذلك، يلتقي بصديقه(كاسبر)، ويتحدثان عن تجربته الجنسية. اتخذت تيللى طريقه في ممارسة الجنس مع العذارى فقط. يدخلون تيللى وكاسبر داخل متجر محلي، حيث يقوم كاسبر بسرق زجاجة من الجعة بينما يصرف تيلي البائع. يبحثون عن المخدرات والطعام ومكان للتسكع، يتوجهون إلى شقة صديقهم بول، على الرغم من أنهم يعبرون عن كرههم عنه في الطريق إليه. يصلون إلى منزل بول، ويتحدثون عن الجنس ويدخنوا الماريجوانا أثناء مشاهدة فيديو تزلج. يستنشق كاسبر أكسيد النيتروز من البالونات التي تعتبرها تيللى خطيرة. مجموعة من الفتيات، من بينهم روبي وجيني، يتحدثن عن الجنس.

## تقييم الفيلم
أثار الفيلم جدلاً واسعاً عند صدوره في عام 1995، وتسبب في الكثير من الجدل العام حول استحقاقه الفني، حتى حصل على تقييم NC-17 من MPAA. وبعد ذلك أُصْدِرَ بدون تصنيف.

## روابط خارجية
- مقالات تستعمل روابط فنية بلا صلة مع ويكي بيانات